# Рубеж (Лельчицкий район)
Рубеж (бел. Рубеж) — деревня в Дубровском сельсовете Лельчицкого района Гомельской области Беларуси.
На севере урочище Городецкое, на юго-западе урочище Млынище.

## География

### Расположение
В 15 км на запад от Лельчиц, 80 км от железнодорожной станции Ельск (на линии Калинковичи — Овруч), 192 км от Гомеля.

## Транспортная сеть
Транспортные связи по просёлочной, затем автомобильной дороге Средние Печи — Лельчицы. Планировка состоит из дугообразной широтной улицы, застроенной двусторонне деревянными домами усадебного типа.

## История
Основана в конце XIX века переселенцами из соседних деревень. В 1908 году в Лельчицкой волости Мозырского уезда Минской губернии. В 1931 году жители вступили в колхоз, работала паровая мельница. Во время Великой Отечественной войны в декабре 1942 года оккупанты сожгли деревню и убили 2 жителей. Согласно переписи 1959 года в составе колхоза «Красный Октябрь» (центр — деревня Дуброва).

## Население
- 1908 год — 4 двора, 27 жителей.
- 1917 год — 158 жителей.
- 1940 год — 26 дворов, 182 жителя.
- 1959 год — 234 жителя (согласно переписи).
- 2004 год — 15 хозяйств, 23 жителя.